# Monica Dahl
Pour les articles homonymes, voir Dahl.
Monica Anja Dahl, née le 10 juillet 1975 à Windhoek, est une nageuse namibienne. 

## Carrière
Elle remporte la médaille de bronze sur 50 mètres nage libre aux Jeux africains de 1991 au Caire.
Elle dispute ensuite les Jeux olympiques d'été de 1992 à Barcelone devenant ainsi la première femme à représenter le pays à des Jeux olympiques. Elle participe ensuite aux Jeux du Commonwealth de 1994 à Victoria et aux Jeux olympiques d'été de 1996 à Atlanta.